# 만석로 (수원시)
만석로(Manseok-ro)는 경기도 수원시 장안구 율천동 근로복지관삼거리에서 장안구 송죽동을 잇는 도로이다.

## 주요 경유지
경기도
- 수원시 장안구 (율천동, 정자동, 송죽동)

## 노선
| 이름             | 접속 노선                 | 소재지 | 소재지 | 소재지 | 비고 |
| ---------------- | ------------------------- | ------ | ------ | ------ | ---- |
| 근로복지관삼거리 | 덕영대로                  | 수원시 | 장안구 | 율천동 |      |
| 샘내공원삼거리   | 만석로5번길               | 수원시 | 장안구 | 율천동 |      |
| 비단마을사거리   | 만석로19번길 만석로20번길 | 수원시 | 장안구 | 율천동 |      |
| 청솔마을사거리   | 천천로                    | 수원시 | 장안구 | 율천동 |      |
| 대월교           |                           | 수원시 | 장안구 | 정자동 |      |
| 대평중삼거리     | 만석로66번길              | 수원시 | 장안구 | 정자동 |      |
| 대평초교 사거리  | 대평로                    | 수원시 | 장안구 | 정자동 |      |
| 정자초교 사거리  | 장안로                    | 수원시 | 장안구 | 정자동 |      |
| 만석거삼거리     | 만석로159번길             | 수원시 | 장안구 | 정자동 |      |
| 일왕삼거리       | 정조로                    | 수원시 | 장안구 | 송죽동 |      |
| 솔대사거리       | 국도 제1호선 (경수대로)   | 수원시 | 장안구 | 송죽동 |      |
| (이름없음)       | 수일로                    | 수원시 | 장안구 | 송죽동 |      |

## 주요 건물및 시설
- 북수원도서관 (만석로 65 / 정자동 869-1)
- 정자공원 (만석로 65-65 / 정자동 869-1)
- 파리바게뜨 수원정자1동점 (만석로 99 / 정자동 333-5)
- 합동택배 본사 (만석로 229 / 송죽동 183-1)